# موئنگو
موئنگو (به لاتین: Moengo) یک منطقهٔ مسکونی در سورینام است که در ناحیه مارووینه واقع شده‌است. موئنگو ۱٬۱۱۷ کیلومتر مربع مساحت و ۱۰٬۸۳۴ نفر جمعیت دارد و ۲۵ متر بالاتر از سطح دریا واقع شده‌است.